# Kulturni imperijalizam
Kulturni imperijalizam se definira kao kulturni aspekt imperijalizma. Imperijalizam se ovdje odnosi na stvaranje i održavanje nejednakih odnosa između civilizacija favoriziranjem snažnije civilizacije. Može se definirati kao praksa promicanja i nametanja kulture, obično politički moćnih nacija prema manje moćnim društvima. To je kulturna hegemonija razvijenih i ekonomski najutjecajnijih zemalja, koje određuju opće kulturne vrijednosti i standardiziraju civilizacije diljem svijeta.
Mnogi znanstvenici koriste pojam, pogotovo oni u području povijesti, kulturnih studija i postkolonijalne teorije. Izraz se obično koristi u pogrdnom smislu, često u kombinaciji s pozivom, da se odbaci takav utjecaj. Kulturni imperijalizam može poprimiti različite oblike, kao što su: stav, formalna politika, vojna akcija, tako dugo dok se učvršćuje na kulturnom polju.
Pojam je nastao 1960. godine, te je fokus istraživanja barem od 1970. Pojmovi kao što su medijski imperijalizam, strukturni imperijalizam, kulturna ovisnost i dominacija, kulturna sinkronizacija, elektronički kolonijalizam, ideološki imperijalizma i ekonomski imperijalizam svi su korišteni za opisivanje iste osnovne ideje kulturnog imperijalizma.
Primjer kulturnog imperijalizma je utjecaj neke zemlje, koja izvozi svoje proizvode (film, glazba i dr.) u druge zemlje i promiče svoje vrijednosti i strukture, koje mogu mijenjati domaće kulture i imati štetne utjecaje na autohtone vrijednosti, norme i kulture.